# 세플레시

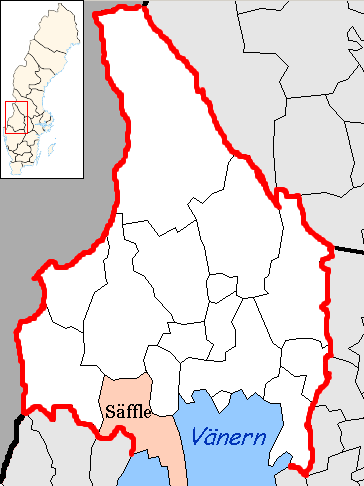
세플레 시의 위치

세플레시(스웨덴어: Säffle kommun)는 스웨덴 베름란드주에 위치한 지방 자치체로 행정 중심지는 세플레이며 면적은 2,497.51km2, 인구는 15,633명(2016년 12월 31일 기준), 인구 밀도는 6.3명/km2이다.

시 문장